# Adalberto Mariano
Adalberto Mariano (Rivarolo Canavese, 6 giugno 1898 – Roma, 27 ottobre 1972) è stato un ammiraglio, navigatore ed esploratore italiano.

## Biografia

### Formazione militare
Adalberto Mariano si formò alla Regia Accademia Navale di Livorno uscendo come guardiamarina nel giugno 1915 e percorse nella sua lunga carriera di Ufficiale di Marina tutti i gradi divenendo infine Ammiraglio di divisione.

### Prima guerra mondiale
Mariano partecipò alla Prima guerra mondiale imbarcato dapprima sulle corazzate Cavour e Dante e promosso sottotenente di vascello il 16 agosto 1915, ottenendo poi il brevetto di pilota di dirigibili. Il 25 febbraio 1917 prese parte come Ufficiale di bordo alla prima missione operativa del dirigibile M.8 dell'aeroscalo di Ferrara ai comandi del Capitano di corvetta Agostino Penco ed in seguito diventò l'ufficiale in seconda. Le missioni dell'M8 continuarono fino al 29 settembre successivo quando l'aeronave venne distrutta nell'hangar dalle bombe di un idrovolante nemico. Promosso tenente di vascello il 10 febbraio 1918, dopo un breve periodo sulla corazzata Duilio si imbarcò ad aprile sul sommergibile H2, all'inizio come ufficiale di rotta ed in seguito come comandante in seconda.

### L'avventura artica
Al termine della guerra passò sull’esploratore Nibbio e, dopo un breve ritorno ai dirigibili, prese parte nel 1920 al corso superiore dell’Accademia navale, finendo l’anno imbarcandosi sull’incrociatore Ferruccio.
Dal 22 settembre 1921 al 23 ottobre 1925 fu ufficiale di ordinanza del principe Aimone di Savoia-Aosta, duca di Spoleto, che seguì anche nel lungo soggiorno in Estremo Oriente.
In seguito, dopo aver frequentato la Scuola di comando navale di Taranto, ottenendo il massimo punteggio, prese il comando della torpediniera 41 PN fino all’aprile del 1927, quando venne promosso capitano di corvetta.
Mariano Adalberto fu scelto dal Generale Umberto Nobile per partecipare alla sua seconda spedizione artica per la conquista del Polo Nord a bordo del Dirigibile Italia quale comandante in seconda.

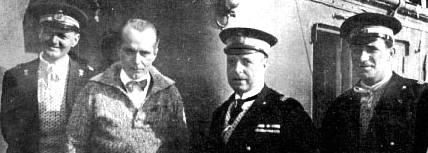
Spedizione Nobile del Dirigibile Italia - (da sinistra): Adalberto Mariano, Umberto Nobile, Giuseppe Romagna, Filippo Zappi; Maggio 1928 - nave Città di Milano.

Sopravvissuto sul pack artico, il 30 maggio 1928 decise insieme a Filippo Zappi e Finn Malmgren di lasciare la Tenda Rossa per cercare soccorsi, pur in disaccordo con il Gen. U. Nobile.

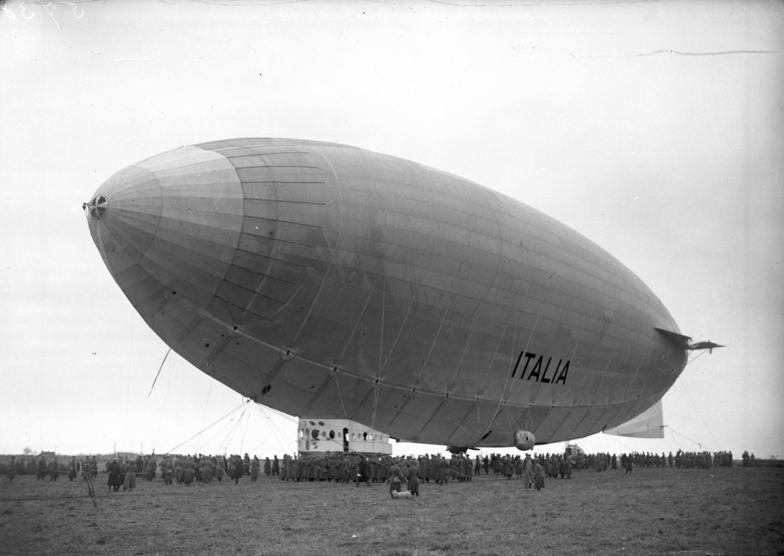
Il dirigibile Italia in fase di attracco a Stolp in Pomerania; una tappa durante il trasferimento per la Baia del Re.

Mariano, Malmgren e Zappi si inoltrarono nel pack, ma Finn Malmgren esausto morì il 20 giugno successivo; Mariano e Zappi proseguirono sino all’esaurimento dei viveri.
L’11 luglio Mariano e Zappi vennero tratti in salvo dalla nave rompighiaggio sovietica Krassin.

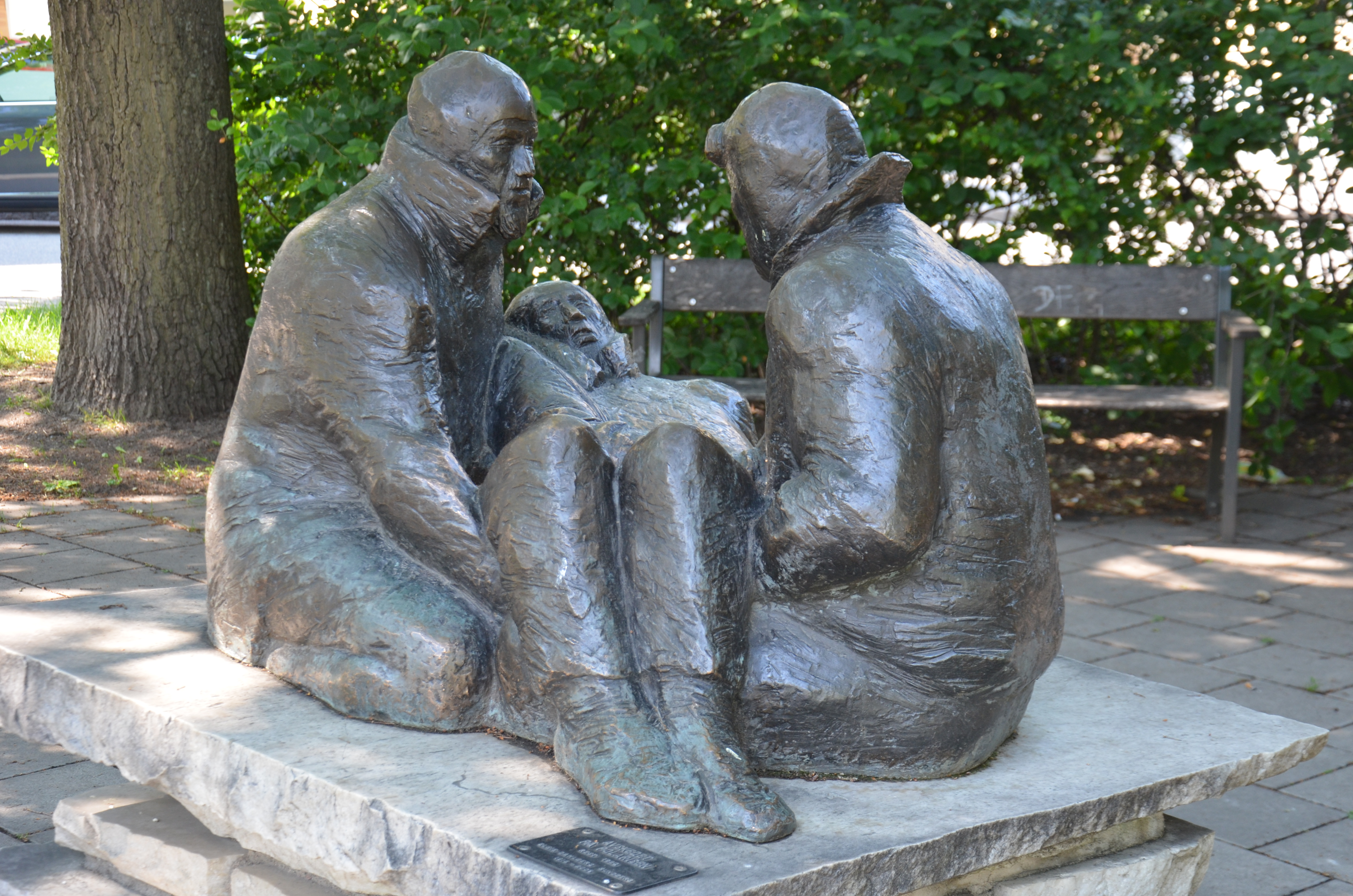
Mariano, Malmgren, Zappi: Monumento bronzeo a Stoccolma

Mariano, ricoverato d’urgenza, perdette la gamba destra a causa del suo completo congelamento; gli venne così implementata una protesi che gli comportò una dura convalescenza fisioterapica di circa un anno in un centro specializzato a Bologna.
Dal 1º giugno 1928 era stato nominato viceconsole a Singapore ma vi rinunciò per tornare in servizio alla fine del 1929. Prese quindi il comando del cacciatorpediniere Prestinari fino al maggio del 1930, passando poi al comando del cacciatorpediniere Aquilone.
Transitò quindi nel ruolo degli ufficiali di complemento della Marina e, con decreto del 16 febbraio 1931, ricevette la nomina di prefetto di Cuneo, dal 6 agosto rimanendo fino al 25 luglio del 1935, quando fu assegnato a La Spezia ottenendo la promozione a capitano di fregata di complemento. 
Alla fine dell'anno 1937 diventa ufficiale nella riserva ottenendo la promozione a capitano di vascello per meriti eccezionali. Il 31 agosto del 1939 diventa prefetto di Taranto.

### Seconda guerra mondiale
Il ministero della Marina lo promosse a contrammiraglio della riserva per meriti speciali con r.d. 24 luglio del 1941. 
Da Taranto, il 7 giugno 1941 passò alla prefettura di Palermo (MAVM). Nel giugno 1943 come Contrammiraglio diventa primo aiutante di campo di Aimone di Savoia-Aosta (1900-1948), duca d’Aosta, al Comando Generale dei mas a La Spezia, fino all’8 settembre 1943, poi in Sicilia ed a Taranto fino al suo congedo avvenuto il 1º febbraio 1945.
Mariano Adalberto ricevette numerosi incarichi da parte della famiglia reale italiana e si distinse per numerose attività a sostegno della popolazione ricevendo la medaglia d’argento al valor militare sul campo.

### Militanza politica
Con la promulgazione della Repubblica Italiana, il mutato quadro politico portò Mariano Adalberto ad essere sottoposto a processo per la sua attività di Prefetto, da parte dell’Alto Commissariato per le sanzioni contro il fascismo, ma fu ritenuto estraneo da ogni addebito e quindi non venne sottoposto ad alcuna sanzione disciplinare, ottenendo tuttavia il collocamento a riposo all’età di 49 anni.
Nel biennio 1958-1959 Mariano Adalberto fu Presidente dell’Unione Monarchica Italiana.
Nel 1968 Mariano venne proclamato Presidente dell’Associazione Nazionale Costruttori di navi d’alto mare. 
Il 23 gennaio 1969 la Marina Militare lo promosse al grado di Ammiraglio di divisione a titolo onorifico.

### Vita privata
Mariano Adalberto sposò, il 25 luglio 1929, la Contessa Francesca Bianconcini Persiani di Mignano, dalla quale ebbe due figli, uno dei quali fu chiamato Finn, in ricordo di Finn Malmgren.

## Cultura di massa
La figura di Adalberto Mariano è ricordata nel film del 1969 La tenda rossa, diretto dal regista Michail Konstantinovič Kalatozov, con l'interpretazione dell'attore Donatas Banionis.